# Chifón
El chifón (del francès chiffon, ‘gasa, drap vell’) és un pastís molt lleuger fet amb oli vegetal, ou, sucre, farina, llevat químic i aromes. En emprar oli en comptes de mantega, el greix tradicionalment usat en rebosteria, és difícil d'introduir aire en la pasta, per la qual cosa el chifón aconsegueix una textura esponjosa muntant les clares a punt de neu i afegint-les a la pasta abans d'enfornar.

## Característiques
L'alt contingut en oli i ou produeix un pastís molt humit, puix que l'oli roman líquid fins i tot a temperatures fresques, de manera que el chifón no tendeix a endurir-se ni assecar-se com li ocorre als bescuits de mantega. Això ho fa més indicat per a emplenar-ho o recobrir-lo amb ingredients que han de menester refrigeració o congelació, com la crema pastissera o el gelat. El chifón tendeix a contenir menys greix saturat que els pastissos de mantega, per la qual cosa és més saludable. Ara bé, l'absència de mantega fa que tingui un sabor menys ric, per la qual cosa sol acompanyar-se de salses fortes o farciments de xocolata o fruita.

## Història
El chifón va ser inventat en 1927 per Harry Baker, un venedor d'assegurances californià dedicat als serveis de restauració. Baker va mantenir en secret la recepta 20 anys fins que la va vendre a General Mills, moment en què el seu nom va canviar a chiffon i un aplec de 24 receptes i variants van ser publicades en un pamflet de Betty Crocker publicat en 1948.